# Otto Neumann (Sänger)
Otto Neumann (* 21. April 1891 in Wien; † 28. Dezember 1956 ebenda) war ein österreichischer Unterhaltungssänger.

## Leben
Nach dem Besuch der Militärakademie begann er 1911 als Leutnant in einem Dragoner-Regiment eine Laufbahn als Berufssoldat. Er diente bis 1918 in der österreichischen Armee, zuletzt im Range eines Rittmeisters. Nach seiner Entlassung aus der Armee begann Neumann eine neue Karriere: Er bekam Engagements als „Stimmungssänger“ in Cabarets und Bars.
Nach einigen Jahren im Engagement übernahm er die Leitung der „Kaiser-Bar“ in Wien. Als singender Geschäftsführer unterhielt er dort allabendlich seine Gäste mit aktuellen Schlagern und Wiener Liedern. Aufgrund seines Erfolgs erhielt Neumann daraufhin auch bald Angebote aus der Schallplattenindustrie; ab Mitte der 1920er Jahre hat er Aufnahmen bei der österreichischen Columbia gemacht, überwiegend in Wien, aber auch in Berlin. Neumann sang für Orchester wie Otto Dobrindt („Dobbri“/Columbia Tanzorchester), die Charleston Serenaders, Frank Fox (d. i. Frantisek Fuchs), Isy Geiger, Adolf Pauscher, Harry Sandauer u. a. zwischen 1924 und 1936.
Mit Beginn des Zweiten Weltkriegs endete 1940 seine künstlerische Tätigkeit. Nach 1945 betrieb er die „Sanssoucis“-Bar in Wien, wo er, allerdings nur noch gelegentlich, als Sänger auftrat.

## Schallplattenaufnahmen (Auswahl)
1. Saxophon-Orchester Dobbri mit Refraingesang Otto Neumann:
  - Gern hab’ ich die Frauen geküßt (Columbia D-8159)
  - Niemand liebt dich so wie ich (Columbia D-8159)
  - Gern hab’ ich die Frauen geküßt (Columbia D 8194)
2. Charleston Serenaders mit Refraingesang Otto Neumann:
  - Trink, trink, Brüderlein trink (Columbia D-30758)
  - Trink, trink, Brüderlein trink, (Columbia D-30789)
  - Trinkt man auf Du und Du – Tango (Columbia D-30757)
3. Columbia-Tanz-Orchester mit Refraingesang Otto Neumann:
  - Ramona – English Waltz (Columbia D-15773)
  - Blau – Slow-Fox (Columbia D-15773)
  - Sie seh’n heut’ wieder reizend aus, gnädige Frau (Columbia D-30733)
4. Otto Neumann mit großem Saxophon-Orchester:
  - Wenn ich die blonde Inge (Columbia D-30882)
  - Bimbambulla – Lied und Foxtrot (Columbia D-30882)
  - Der Duft, der eine schöne Frau begleitet (Columbia D-30883)
5. Frank Fox-Tanz-Orchester mit Refraingesang Otto Neumann:
  - Ein Freund, ein guter Freund – Foxtrot (Columbia DV 353)
  - Erst kommt ein großes Fragezeichen – Foxtrot (Columbia DV 353)
  - Mein Bruder macht im Tonfilm die Geräusche – Foxtrot (Columbia DV 354)